# Azovmaix de Mariúpol
L'Azovmaix de Mariupol és un club ucraïnès de basquetbol de la ciutat de Mariúpol. El club pertany a l'elit del bàsquet ucraïnès.

## Palmarès
- Campió de la lliga d'Ucraïna de bàsquet: 2003, 2004, 2006.
- Guanyador de la Copa d'Ucraïna de bàsquet: 2002, 2006.

## Jugadors històrics
- Jermaine Jackson
- Robert Gulyas